# Unruhen in der Inneren Mongolei 2011

Lage des Aimag Xilin Gol, wo die Proteste ihren Ausgang nahmen

Die Unruhen in der Inneren Mongolei 2011 begannen am 10. März im Aimag Xilin Gol, nachdem ein Hirte bei Protesten gegen Zerstörung von Weideflächen ums Leben gekommen war. Proteste breiteten sich in der Folge auf das gesamte Gebiet der Inneren Mongolei aus, wogegen die Behörden mit Repression und Schlichtung antworteten. Die Unruhen alarmierten die Zentralregierung in Peking besonders, weil Xilin Gol bis dahin als stabil galt.
Am 10. Mai 2011 protestierten etwa 20 mongolische Hirten in Xilin Gol gegen die Verschmutzung ihrer Weideflächen durch den Bergbau und gegen die Praxis, dass mit Kohle beladene Lastkraftwagen Abkürzungen über ihre Weiden nahmen. Ein Hirte namens Mergen wurde dabei von einem der Fahrzeuge mitgeschleift und kam zu Tode.
Es kam innerhalb von kurzer Zeit zu Protesten vor der Regierung des Östlichen Ujimqin-Banners. In der Stadt Xilin Hot protestierten Schüler vor Regierungseinrichtungen. Die Proteste weiteten sich aus, es machten Gerüchte über eine Verhängung des Ausnahmezustands die Runde. Die Polizei riegelte die Schulen ab und erlaubte den Schülern nicht, das Schulgelände zu verlassen, damit sie an den Protesten nicht teilnehmen konnten. Nachdem sich die Proteste auf die gesamte Innere Mongolei ausgebreitet hatten, wurde der Internetzugang eingeschränkt. Es gab Berichte über 10 Todesopfer bis zum 4. Juni 2011.
Die Sicherheitsbehörden reagierten, indem sie über einige Städte, darunter Xilin Hot und Hohhot, den Ausnahmezustand verhängten. Einheiten der Volksbefreiungsarmee aus der Provinz Hebei wurden in die Innere Mongolei verlegt. Personen, die mit der Sache der Mongolen sympathisierten – darunter Schriftsteller, Akademiker, Studenten und Schüler – sowie Hirten kamen präventiv in Haft. Universitäten, wie die Nationalitäten-Universität der Inneren Mongolei in Tongliao oder die Nationalitäten-Universität in Hohhot, blieben abgeriegelt.
Parallel dazu setzte die Regierung auf Maßnahmen zur gütlichen Beilegung des Themas. Die Hinterbliebenen des getöteten Mergen wurden vom Geschäftsführer des Bergbauunternehmens besucht, dabei wurde eine finanzielle Entschädigung angeboten. Die Medien spielten die Proteste herunter, forderten jedoch, dass nachvollziehbare Beschwerden gelöst werden sollten. Die Medien vermieden es, jegliche Beziehung zu den Protesten der Uiguren in Xinjiang oder den Tibetern in Tibet herzustellen. Sie betonten die wirtschaftliche Ursache der Proteste, jegliche Erwähnung einer möglichen ethnischen Motivation unterblieb.
Der han-chinesische Fahrer des Fahrzeuges namens Li Lindong, das Mergen getötet hatte, wurde wegen Mordes angeklagt. Nach einem sechsstündigen Prozess wurde er zum Tode verurteilt, sein Beifahrer bekam lebenslängliche Haft. Das Todesurteil wurde angeblich auch vollstreckt. Es gab keine Prozesse gegen Demonstranten. Die Regierung versprach, die Bergbauunternehmen zu disziplinieren und die Hirten für durch den Abbau von Kohle entstandenen Schäden zu entschädigen. Der Sekretär der Kommunistischen Partei der Inneren Mongolei Hu Chunhua kündigte Inspektionen bei den Bergbauunternehmen an. Bagatur, Chef der Regierung der Inneren Mongolei, kündigte Maßnahmen zur Verbesserung der Lebensumstände der mongolischen Bevölkerungsminderheit an. Unter anderem sollte das Einkommen der Hirten von 5530 Yuan pro Jahr auf 10.000 steigen. Man betonte, dass zwischen den Völkern der Volksrepublik China Harmonie herrschen müsse und dass feindliche Kräfte bekämpft werden müssten.
Mitte Juni 2011 waren die Proteste abgeflaut. Die Sicherheitskontrollen waren nach wie vor streng, unter anderem durften Einheimische nicht mit Fremden sprechen.